# Piscine de Vaasa
La piscine de Vaasa (en finnois : Vaasan uimahalli) est une piscine  dans le quartier d'Hietalahti à Vaasa en Finlande,.

## Présentation
Le bâtiment, achevé en 1962, est conçu par Olli et Eija Saijonmaa. 
La rénovation de 1983 est conçue par Kari Kyyhkynen et l'extension au début des années 2000 par Arktes Oy,. 
La piscine Vaasa dispose de quatre bassins différents, d'une salle de sport, une tour de saut et des tremplins.
L'Association finlandaise pour l'enseignement de la natation et du sauvetage a choisi la piscine de Vaasa comme piscine de l'année 2014.